# Emma Cooke
Emma Cooke (Fayetteville, 7 de septiembre de 1848-Washington D. C., 22 de enero de 1929) fue una deportista estadounidense que compitió en tiro con arco, en la modalidad de arco recurvo. Participó en los Juegos Olímpicos de San Luis 1904, obteniendo dos medallas de plata, en las pruebas doble ronda Columbia y doble ronda nacional.

## Palmarés internacional
| Juegos Olímpicos | Juegos Olímpicos          | Juegos Olímpicos | Juegos Olímpicos     |
| Año              | Lugar                     | Medalla          | Prueba               |
| ---------------- | ------------------------- | ---------------- | -------------------- |
| 1904             | San Luis (Estados Unidos) | Medalla de plata | Doble ronda Columbia |
| 1904             | San Luis (Estados Unidos) | Medalla de plata | Doble ronda nacional |